# Pont de la Cage
Le pont de la Cage est un pont bow-string situé sur la commune de Langueux construit entre avril et août 1912. Il a été conçu pour la ligne Saint-Brieuc - Moncontour des chemins de fer des Côtes-du-Nord.
Son ingénieur, Louis Harel de la Noë, testera sur ce pont des techniques de construction qu'il utilisera ensuite pour les ponts du second réseau départemental.

## Historique
Le pont est construit à la suite d'un éboulement de terrain lié à un incident météorologique survenu en novembre 1910. Des pluies torrentielles causent à cet endroit l'éboulement de la falaise de Saint-Ilan sur une longueur de 20 mètres et occasionnent de nombreux dégâts sur la voie de chemin de fer. À la suite de cet incident, les rails sont alors déplacés vers l'intérieur au moyen de deux courbes de faible rayon, mais cela renda la circulation des trains difficile et dangereuse. La construction d'un pont est donc retenue. Les travaux durent 5 mois, entre avril et août 1912.
Le pont sert actuellement de chemin piétonnier le long des grèves de Langueux.
L'Association des chemins de fer des Côtes-du-Nord a pour projet de créer une ligne touristique qui passerait sur ce pont.

## Caractéristiques

### Dimension
| Longueur | Largeur | Hauteur | Arches |
| -------- | ------- | ------- | ------ |
| 19,84 m  | 4,62 m  |         | 1      |

### Matériaux

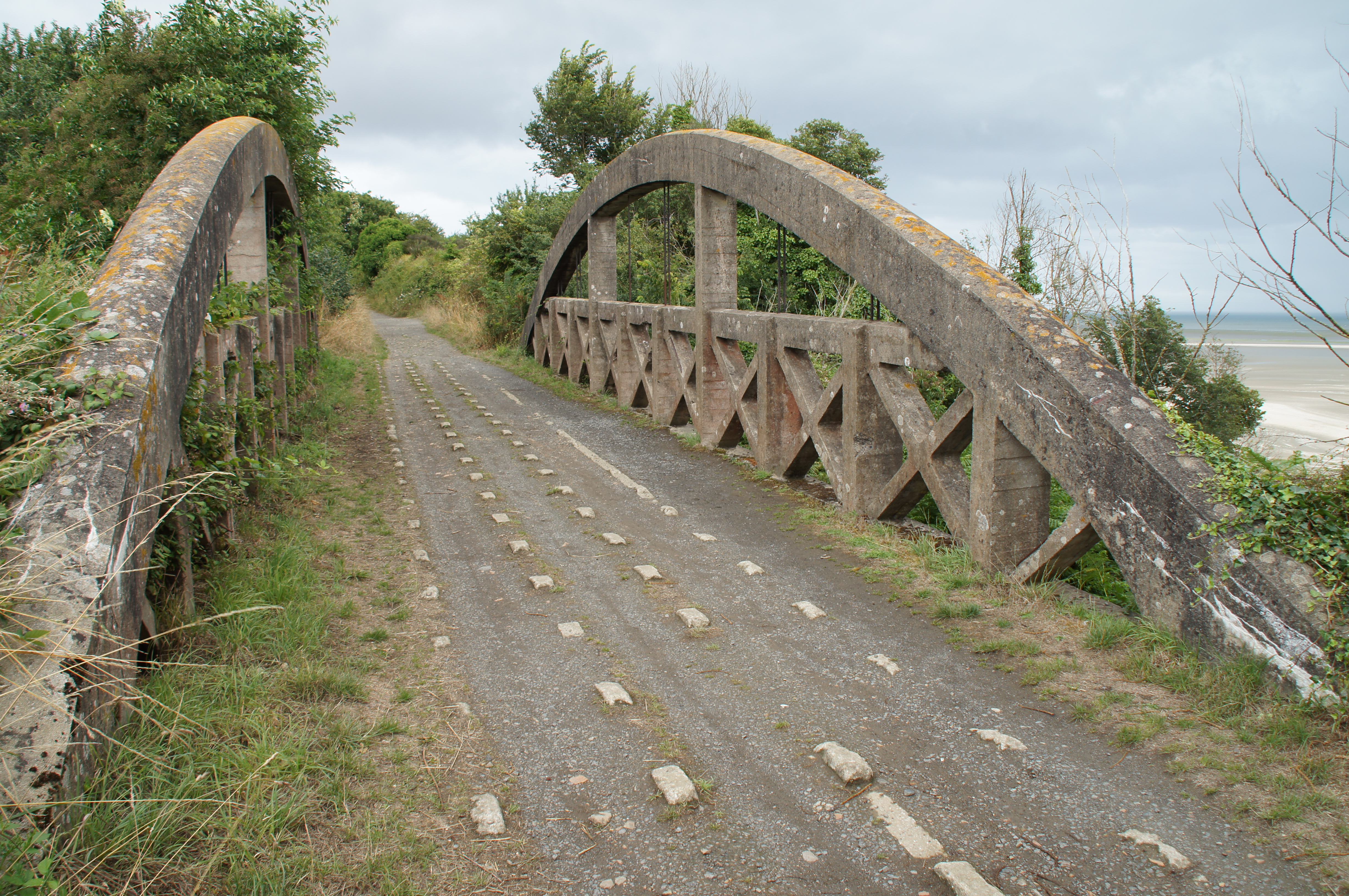
Pont de la Cage en 2015.

Les principaux matériaux utilisés sont le béton armé et de l'acier.

## Accès
Pour y aller en transport en commun : ligne 30 des Transports urbains briochins (TUB).